# Комедіанти (роман)
«Комедіанти» (англ. The Comedians) — роман англійського письменника Ґрема Ґріна, опублікований 1966 року. Дія відбувається в Гаїті за часів правління диктатора Франсуа Дювальє.

## Сюжет
Авантюрист Браун отримує у спадок готель «Тріанон» у Гаїті. Справи йдуть добре, доки до влади в країні не приходить жорстокий диктатор Франсуа Дювальє на прізвисько Папа-Док, який за допомоги тонтон-макутів проводить політику терору. Браун хоче продати готель і для цього їде до Нью-Йорка. Продати готель не вдається і Браун повертається. На пароплаві він знайомиться з подружжям Смітів — політиками-ідеалістами, які хочуть відкрити в столиці Гаїті вегетаріанський центр, та із загадковим Джонсом, який видає себе за професійного військовика.

## Персонажі
- Браун — авантюрист; народився в Монте-Карло 1906 року й виховувався в коледжі єзуїтів. Не знав свого батька й рідко бачив матір. Працював офіціантом, редактором пропагандистських антифашистських листівок під час війни, торгував підробленими картинами, пізніше успадкував готель «Тріанон».
- Містер Сміт — політик-ідеаліст, борець за права людини, колишній кандидат у президенти США від третьої партії[en].
- Місіс Сміт — дружина Сміта та його однодумиця.
- «Майор» Джонс — нібито ветеран-найманець; у фіналі виявляється, що він ніколи не воював. Приєднався до повстанців, убитий у бою.
- Луїс Пінеда — посол однієї з американських країн.
- Марта Пінеда — коханка Брауна, дружина Луїса Пінеди.
- Капітан Конкасер — тонтон-макут. Вбитий повстанцями.
- Доктор Мажіо — лікар, комуніст[ru]. Убитий тонтон-макутами.
- Лікар Філіпо — міністр соціального благоденства. Наклав на себе руки, щоб уникнути арешту.
- Анрі Філіпо — племінник доктора Філіпо, поет, повстанець .
- Жозеф — співробітник готелю «Тріанон», пізніше — повстанець. Убитий у бою.

## Історія створення та публікації
Про обставини створення роману «Комедіанти» Ґрем Ґрін розповів у автобіографічній книзі «Шляхи порятунку». Ґрін бував на Гаїті кілька разів, як до приходу до влади Дювальє, так і після. Реальний готель «Олоффсон» став у книзі «Тріаноном». Багато персонажів мають реальні прототипи: містер і місіс Сміт списані з художника-американця та його дружини, доктор Мажіо — з колишнього міністра охорони здоров'я.
Уперше опублікований 1966 року, роман викликав негативну реакцію в Гаїті. Сам Дювальє сказав: «Книга написана погано. Як твір письменника та журналіста, вона не має жодної цінності». Через кілька років на Гаїті випущено брошуру «Остаточне викриття — Ґрем Ґрін demasqué», де Ґріна називали «брехун, кретин, стукач… психопат, садист, збоченець… закінчений невіглас… брехун, яких мало… ганьба шляхетної та гордої Англії… шпигун… наркоман… мучитель»
.

## Екранізація
- 1967 — фільм «Комедіанти[en]» (США), в ролях: Річард Бертон (Браун), Елізабет Тейлор (Марта) і Алек Гіннесс (майор Джонс).

## Аудіо
1990 — радіовистава «Комедіанти» режисера Еміля Вєрника. У головних ролях: Олег Борисов (Браун), Анатолій Адоскін (Сміт), Олег Табаков (майор Джонс), Армен Джигарханян (доктор Мажіо).